# Iver Hand
Iver Hand (* 1941) ist ein deutscher Mediziner und Experte für Angst- und Zwangsstörungen.

## Leben und Wirken
Iver Hand studierte Medizin an der Christian-Albrechts-Universität zu Kiel, der Universität Wien, der Ludwig-Maximilians-Universität München und der Universität Hamburg. Mit einem Stipendium der Deutschen Forschungsgemeinschaft durchlief er von 1971 bis 1974 eine verhaltenstherapeutische Ausbildung in London und Montreal. Anschließend gründete und leitete er den Bereich Verhaltenstherapie am Universitätsklinikum Hamburg-Eppendorf (UKE) und wirkte als Professor für klinische Psychologie an der Hamburger Universität. Von 1984 bis 2008 leitete er am UKE ein Behandlungsprojekt für Menschen mit problematischem oder krankhaftem Glücksspielverhalten. Ab 2008 setzte er diesen Schwerpunkt am Zentrum für Verhaltenstherapie Falkenried fort.
Iver Hand gründete mit Hans-Ulrich Wittchen die Zeitschrift Verhaltenstherapie. Er ist einer der Gründer und Ehrenvorsitzender der Deutschen Gesellschaft Zwangserkrankungen.

## Werke
- Pawlows Beitrag zur Psychiatrie. Entwicklungs- und Strukturanalyse einer Forschungsrichtung. Thieme, Stuttgart 1972. ISBN 3-13-158701-6
- Verhaltenstherapie 2006.* (mit Hans-Ulrich Wittchen, Dirk Hellhammer) Sonderheft. Neuropsychotherapie Band 16, Nummer 2. Karger, Freiburg im Breisgau 2006, ISBN 3-8055-8112-2
- Platzangst: ein Übungsprogramm für Betroffene und Angehörige. Karger 1997, ISBN 9783805565226
- Zwangsstörungen verstehen und bewältigen. Hilfe zur Selbsthilfe. (mit Susanne Fricke) Balance: Bonn 2007, ISBN 978-3-86739-001-9
- Iver Hand: Strategisch-Systemische Aspekte der Verhaltenstherapie. S. 133 (eingeschränkte Vorschau in der Google-Buchsuche).